# Henri Troyat
Henri Troyat, eg. Lev Aslanovitj Tarassov (Levon Aslan Torossian) , född 1 november 1911 i Moskva, död 2 mars 2007 i Paris, var en fransk författare av armenisk härkomst och ledamot av Franska akademien.
Henri Troyat var författare till biografier över Lev Tolstoj, Aleksandr Pusjkin, Fjodor Dostojevskij, Anton Tjechov, Peter den Store och Katarina den stora. Henri Troyats familj flydde från Moskva till Frankrike efter ryska revolutionen. Romanen Spindeln tilldelades Goncourtpriset.